# A treia bătălie de la Harkov
A treia bătălie de la Harkov a fost ultima mare victorie strategică a Germaniei Naziste din timpul celui de-al doilea război mondial. Harkovul a fost cucerit pentru prima oară de naziști pe 25 octombrie 1941 și a fost eliberat de sovietici în februarie 1943, după înfrângerea suferită de germani la Stalingrad. Sub conducerea feldmareșalului Erich von Manstein, germanii au contraatacat și după ce au distrus unitățile avansate sovietice, au recucerit orașul după lupte grele de stradă.
Corpul al 2-lea SS Panzer, echipat cu tacuri grele Tiger, au jucat un rol semnificativ în recucerirea orașului. Corpul de tancuri era format din Divizia I SS Leibstandarte „Adolf Hitler” și Divizia a 2-a SS „Das Reich”, care veneau pe front după o perioadă lungă de refacere, fiind la maximă capacitate de luptă. Sub comanda SS-Gruppenführerului Paul Hausser, tancurile germane s-au angajat în luptă cu sovieticii în ciuda disproporției de forțe de 6 la 1 în favoarea rușilor. În condițiile în care la un moment dat era amenințat cu încercuirea, Hausser și-a retras tancurile în ciuda ordinelor explicite date de Adolf Hitler. Această retragere l-a înfuriat atât de rău pe Hitler, încât dictatorul a refuzat să-l decoreze pe Hausser după câștigarea bătălie.
Corpul al 2-lea SS Panzer (întărit cu Divizia SS Totenkopf) a fost atașat contraatacului lui Manstein, care a distrus unitățile avansate sovietice și a salvat Grupul de Armate Sud. Divizia Leibstandarte a recucerit mai apoi Harkovul, iar, în onoarea acestei victorii, Hitler a hotărât să redenumească piața centrală a orașului "Leibstandarteplatz". Această bătălie este considerată în general ultima ofensivă încununată de succes pe frontul de răsărit și este studiată până în ziua de azi în academiile militare ca un bun exemplu de apărare mobilă.
Orașul a rămas numai temporar în mâinile Axei. Pe 23 august 1943, după înfrângerea din bătălia de la Kursk, germanii au fost forțați să părăsească orașul.
În ciuda importanței ei, această bătălie a fost puțin studiată de istorici în epoca postbelică.